# Catagramma pulchra
Catagramma pulchra är en fjärilsart som beskrevs av Przegandza 1927. Catagramma pulchra ingår i släktet Catagramma och familjen praktfjärilar. Inga underarter finns listade i Catalogue of Life.